# Erythrina lanata
Erythrina lanata är en ärtväxtart som beskrevs av Joseph Nelson Rose. Erythrina lanata ingår i släktet Erythrina och familjen ärtväxter. Inga underarter finns listade i Catalogue of Life.